# Мортенсен, Вигго
Ви́гго Пи́тер Мо́ртенсен-мла́дший (англ. Viggo Peter Mortensen, Jr.; род. 20 октября 1958) — датско-американский актёр, трёхкратный номинант на премии «Оскар» и BAFTA, а также четырёхкратный номинант на премию «Золотой глобус».
Мортенсен дебютировал в кино с ролью в триллере «Свидетель» (1985), после чего появился в таких фильмах, как «Бегущий индеец» (1991), «Путь Карлито» (1993), «Багровый прилив» (1995), «Дневной свет» (1996), «Портрет леди» (1996), «Солдат Джейн» (1997), «Идеальное убийство» (1998), «Прогулка по Луне» (1999) и «28 дней» (2000).
Мировую известность ему принесла роль Арагорна в кинотрилогии «Властелин колец». В 2005 году Мортенсен получил похвалу от критиков за роль в криминальном триллере Дэвида Кроненберга «Оправданная жестокость». За роль в другом фильме Кроненберга «Порок на экспорт» (2007) Мортенсен был номинирован на премию «Оскар» за лучшую мужскую роль. В 2016 и 2019 годах он получил вторую и третью номинации на премию «Оскар» за главные роли в фильмах «Капитан Фантастик» и «Зелёная книга».
Мортенсен также известен как художник, фотограф, поэт и музыкант. В 2002 году он основал издательскую компанию Perceval Press, которая публикует произведения малоизвестных художников и авторов.

## Ранние годы
Вигго Питер Мортенсен-младший родился 20 октября 1958 года в Нью-Йорке. Вигго был старшим из трёх сыновей. Его мать Грейс Гэмбл (урождённая Аткинсон) была американкой, а отец Вигго Питер Мортенсен-старший — датчанином. Его дед по материнской линии был из Новой Шотландии, Канада, а бабушка из Новой Англии. Родители познакомились в Норвегии в 1950-х годах.
Вскоре после рождения Вигго семья переехала в Венесуэлу, потом в Данию, но в конце концов обосновалась в Аргентине, в провинциях Кордова, Чако и Буэнос-Айресе. Там у отца был бизнес: он держал птицеводческие фермы и ранчо. Мортенсен-младший посещал начальную школу, где прекрасно овладел испанским языком, семья прожила там до 1969 года.
Когда Мортенсену было 11 лет, родители решили развестись. В 1969 году мать с тремя детьми переехала в Уотертаун в штате Нью-Йорк, где Вигго провел остаток своего детства в Северной части Нью-Йорка. В новой школе, куда Вигго пошёл учиться после переезда, он вел активную спортивную жизнь — входил в состав теннисной команды и был капитаном команды по плаванию. Он был очень скромным и дружелюбным молодым человеком, увлекался фотографией. С раннего детства любил путешествовать и изучать иностранные языки. Помимо родного английского, свободно говорит на испанском, датском, французском языках, а также в некоторой степени на норвежском, шведском, итальянском, каталанском и арабском.
После окончания средней школы Уотертауна в 1976 году Вигго посещал университет Святого Лаврентия в деревне Кантон, Нью-Йорк, где в 1980 году получил степень бакалавра по испанистике и политике. После окончания обучения он уехал в Европу, жил в Испании, Англии и Дании. Работал водителем грузовика в Эсбьерге и продавцом цветов в Копенгагене. Вскоре Вигго отправился на историческую родину, где когда-то провёл немало времени на ферме у своего деда. В 1982 году он решил вернуться обратно в Америку с твёрдым намерением начать актёрскую карьеру.

## Карьера
В кино Мортенсен дебютировал довольно поздно — в 26 лет, сыграв в драме «Свидетель». В течение 1990-х был регулярно занят во второстепенных ролях отрицательных персонажей: его можно было увидеть у Шона Пенна в картине «Бегущий индеец» (1991), вместе с Аль Пачино в «Пути Карлито» (1993), а в фильме «Пророчество» (1995) он сыграл самого Люцифера, который извлекает из груди персонажа Кристофера Уокена сердце и пожирает его.
Во второй половине 1990-х Мортенсену все чаще достаются менее характерные роли, зачастую с романтическим флером. Именно они позволили ему в полной мере раскрыть своё актёрское дарование. Среди фильмов этого периода можно отметить «Портрет леди» (1996) с Николь Кидман и «Солдат Джейн» (1997) с Деми Мур.
В 1998 году Вигго снялся в двух ремейках фильмов Альфреда Хичкока — «Психоз» и «Идеальное убийство». В обеих картинах он играет любовника главной героини и в них есть преступление, связанное с одинаковой суммой — 400 тысяч долларов.

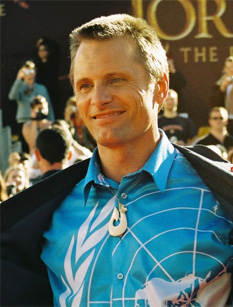
Мортенсен на премьере фильма «Властелин колец: Возвращение короля», 2003 год

Самая знаменитая его роль — Арагорна — досталась Мортенсену случайно. Режиссёр проекта Питер Джексон передумал снимать в роли Арагорна ирландского актёра Стюарта Таунсенда, посчитав, что тот слишком молод для исполнения данной роли (Мортенсен старше Таунсенда на 14 лет). В итоге Вигго сыграл Арагорна в возрасте 40 лет (фильм снимался в 1999 году). После работы в трёх фильмах саги «Властелин колец» Мортенсен стал настолько популярен, что официально опубликовал в интернете и СМИ письмо поклонникам с извинениями и просьбой не ждать от него ответа на их письма, потому что писем стало слишком много. Вигго самостоятельно исполнил все свои трюки в фильме «Властелин колец: Братство кольца» (2001). На съёмках трилогии о Властелине колец Вигго потерял кусочек переднего зуба, получив удар мечом по лицу. Во время съёмок «Двух Крепостей» сломал палец на ноге, неудачно пнув лежащий на земле шлем. Данный кадр зафиксирован в фильме.
В 2005 году Вигго начал работать с Дэвидом Кроненбергом, итогом их работы стал фильм «Оправданная жестокость». Позже это сотрудничество удачно продолжилось ролью в картине «Порок на экспорт» (2007), которую многие кинокритики поспешили провозгласить лучшей в его кинокарьере. Для своей роли русского бандита Вигго Мортенсен ездил в Россию, чтобы изучить русский язык и понять русских. Он жил в России два месяца, инкогнито посетив Москву, Санкт-Петербург и Екатеринбург.
В 2011 году снова сошёлся с Кроненбергом на съёмочной площадке байопика «Опасный метод», в котором исполнил роль основателя психоанализа Зигмунда Фрейда. Перевоплощение было восторженно встречено кинопрессой и принесло Мортенсену номинацию на премию «Золотой глобус».
Кроме работы в киноиндустрии, Вигго Мортенсен основал издательство «Perceval Press», выпускает книги со своими стихотворениями и рассказами, увлекается фотографией и пением (выпустил несколько альбомов, где он поёт и читает свои стихи). Вигго выпустил три диска джазовой музыки. Также Мортенсен занимается рисованием (в фильме «Идеальное убийство», где он играл художника, были показаны именно его картины).
В 2016 году Мортенсен исполнил главную роль в комедийной драме «Капитан Фантастик». Роль отца, придерживающегося радикально левых взглядов, который сам учит и воспитывает своих детей, живя с ними и женой в лесу, принесла ему награду «Спутник», а также номинации на премии «Оскар», «Золотой глобус» и BAFTA.
В 2018 году Мортенсен исполнил роль Тони Липа в биографическом фильме «Зелёная книга», за который вновь выдвигался на премии «Оскар», «Золотой глобус» и BAFTA, а также получил премию Национального совета кинокритиков США.
В октябре 2018 года было объявлено, что Мортенсен дебютирует в режиссуре, поставив по собственному сценарию драму «Падение», в которой также исполнит главную роль.
В октябре 2022 года стало известно, что Мортенсен выступит режиссёром и исполнит главную роль в фильме «Мертвецам не больно» по собственному сценарию.

## Личная жизнь
В 1987 году женился на Эксин Червенке, солистке панк-группы X, которая родила от него сына Генри (28 января 1988). В 1992 году пара стала жить раздельно, а в 1997 году оформила развод. Вигго является давним фанатом аргентинского футбольного клуба «Сан-Лоренсо де Альмагро».
С 2009 года состоит в отношениях с Ариадной Хиль, с которой познакомился на съемках фильма «Капитан Алатристе».

## Фильмография

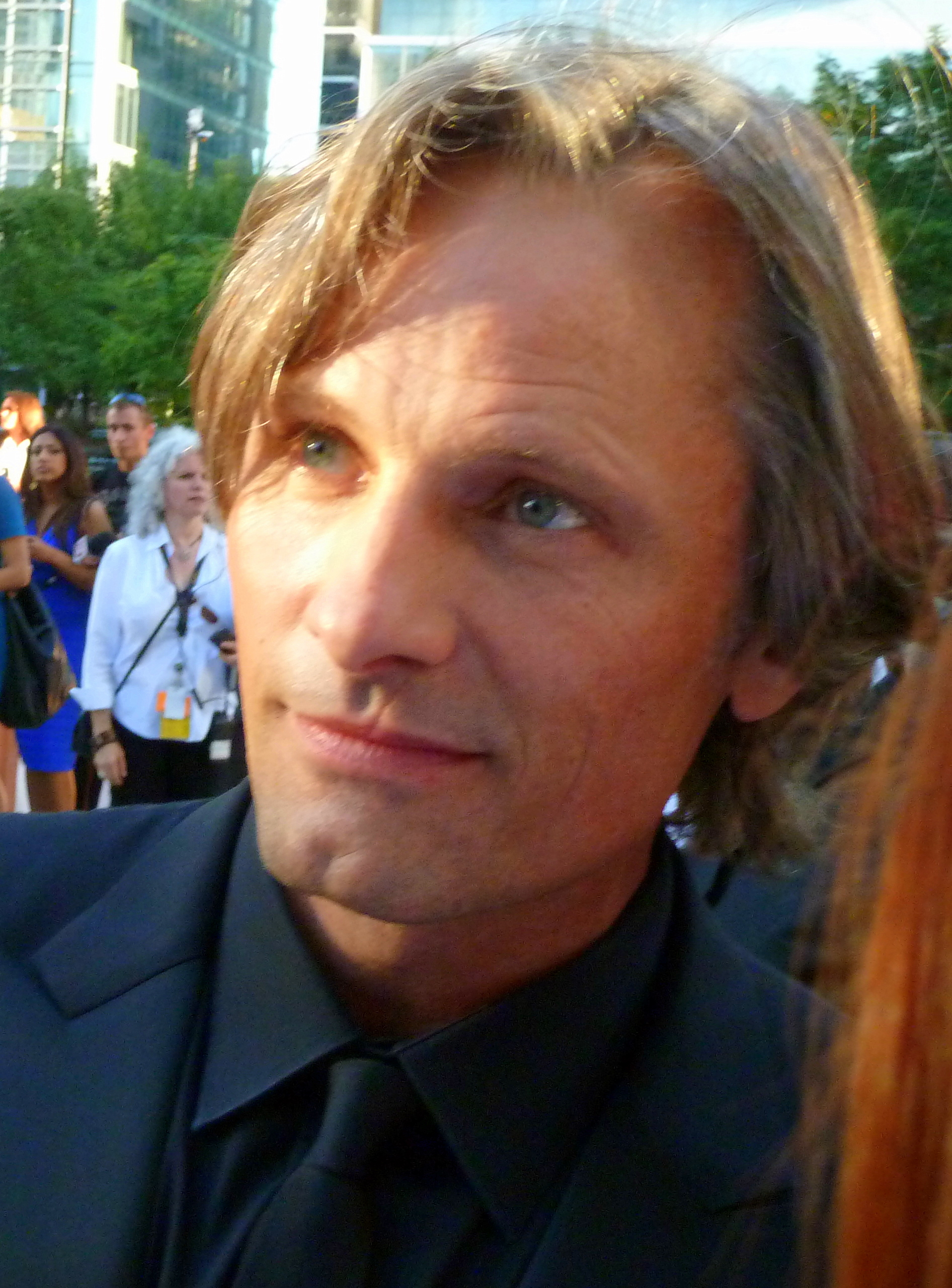
Мортенсен на кинофестивале в Торонто, 2011 год

| Год  |   | Русское название                           | Оригинальное название                             | Роль                                                  |
| ---- | - | ------------------------------------------ | ------------------------------------------------- | ----------------------------------------------------- |
| 1985 | ф | Свидетель                                  | Witness                                           | Мозес Хохляйтнер                                      |
| 1987 | с | Полиция Майами                             | Miami Vice                                        | детектив Эдди Трумбалл                                |
| 1987 | ф | Спасение!                                  | Salvation!                                        | Джером Стэмпл                                         |
| 1987 | ф | Тюрьма                                     | Prison                                            | Берк / Чарли Форсайт                                  |
| 1988 | ф | Свежие лошади                              | Fresh Horses                                      | Грин                                                  |
| 1990 | ф | Западня                                    | Tripwire                                          | Ханс                                                  |
| 1990 | ф | Кожаное лицо: Техасская резня бензопилой 3 | Leatherface: Texas Chainsaw Massacre 3            | Текс                                                  |
| 1990 | ф | Молодые стрелки 2                          | Young Guns II                                     | Джон У. По                                            |
| 1990 | ф | Зеркальная кожа                            | The Reflecting Skin                               | Кэмерон Доув                                          |
| 1991 | ф | Бегущий индеец                             | The Indian Runner                                 | Фрэнк Робертс                                         |
| 1993 | ф | Точка кипения                              | Boiling Point                                     | Ронни                                                 |
| 1993 | ф | Рубин Каира                                | Ruby Cairo                                        | Джон Фаро                                             |
| 1993 | ф | Путь Карлито                               | Carlito’s Way                                     | Лэлин                                                 |
| 1993 | ф | Молодые американцы                         | The Young Americans                               | Карл Фрейзер                                          |
| 1994 | ф | В открытом море                            | The Crew                                          | Филипп                                                |
| 1994 | ф | Путаница                                   | Floundering                                       | бездомный                                             |
| 1994 | ф | Евангелие от Гарри                         | Gospel According to Harry                         | Уэс                                                   |
| 1994 | ф | Американский якудза                        | American Yakuza                                   | Ник Дэвис / Дэвид Брэнд                               |
| 1995 | ф | Пророчество                                | The Prophecy                                      | Люцифер                                               |
| 1995 | ф | Багровый прилив                            | Crimson Tide                                      | лейтенант Питер Инс                                   |
| 1996 | ф | Портрет леди                               | The Portrait of a Lady                            | Каспар Гудвуд                                         |
| 1996 | ф | Дневной свет                               | Daylight                                          | Рой Норд                                              |
| 1997 | ф | Солдат Джейн                               | G.I. Jane                                         | командующий отрядом старшина «Чиф» Джон Джеймс Ургейл |
| 1997 | ф | Исчезающая точка                           | Vanishing Point                                   | Ковальски                                             |
| 1998 | ф | Идеальное убийство                         | A Perfect Murder                                  | Дэвид Шоу                                             |
| 1998 | ф | Психоз                                     | Psycho                                            | Сэм Лумис                                             |
| 1999 | ф | Прогулка по Луне                           | A Walk on the Moon                                | Уолкер Жером                                          |
| 2000 | ф | 28 дней                                    | 28 Days                                           | Эдди Бун                                              |
| 2001 | ф | Властелин колец: Братство Кольца           | The Lord of the Rings: The Fellowship of the Ring | Арагорн                                               |
| 2002 | ф | Властелин колец: Две крепости              | The Lord of the Rings: The Two Towers             | Арагорн                                               |
| 2003 | ф | Властелин колец: Возвращение короля        | The Lord of the Rings: The Return of the King     | Арагорн                                               |
| 2004 | ф | Идальго                                    | Hidalgo                                           | Фрэнк Хопкинс                                         |
| 2005 | ф | Оправданная жестокость                     | A History of Violence                             | Том Столл                                             |
| 2006 | ф | Капитан Алатристе                          | Alatriste                                         | капитан Диего Алатристе                               |
| 2007 | ф | Порок на экспорт                           | Eastern Promises                                  | Николай Лужин                                         |
| 2008 | ф | Аппалуза                                   | Appaloosa                                         | Эверетт Хитч                                          |
| 2008 | ф | Хороший                                    | Good                                              | Джон Хальдер                                          |
| 2009 | ф | Дорога                                     | The Road                                          | Отец                                                  |
| 2011 | ф | Опасный метод                              | A Dangerous Method                                | Зигмунд Фрейд                                         |
| 2012 | ф | На дороге                                  | On the Road                                       | Старый буйвол Ли / Уильям Берроуз                     |
| 2012 | ф | У всех есть план                           | Todos tenemos un plan                             | Педро / Августин                                      |
| 2014 | ф | Двуликий Янус                              | The Two Faces of January                          | Честер Макфарланд                                     |
| 2014 | ф | Вдалеке от людей                           | Loin des hommes                                   | Дару                                                  |
| 2014 | ф | Страна благоденствия                       | Jauja                                             | Гуннар Динесен                                        |
| 2016 | ф | Капитан Фантастик                          | Captain Fantastic                                 | Бен Кэш                                               |
| 2018 | ф | Зелёная книга                              | Green Book                                        | Тони Лип                                              |
| 2020 | ф | Падение                                    | Falling                                           | Джон Питерсон                                         |
| 2020 | с | Космос: возможные миры                     | Cosmos: Possible Worlds                           | Николай Вавилов                                       |
| 2022 | ф | Преступления будущего                      | Crimes of the Future                              | Сол Тенсер                                            |
| 2022 | ф | Тринадцать жизней                          | Thirteen Lives                                    | Ричард Стэнтон                                        |
| 2023 | ф | Мертвецам не больно                        | The Dead Don't Hurt                               | Хольгер Ольсен                                        |

## Награды и номинации
| Год  | Работа                              | Ассоциация                                 | Категория                                | Результат           |
| ---- | ----------------------------------- | ------------------------------------------ | ---------------------------------------- | ------------------- |
| 1998 | Солдат Джейн                        | MTV Movie Awards                           | Лучший бой                               | Номинация           |
| 2002 | Властелин колец: Братство Кольца    | Ассоциация кинокритиков Финикса            | Лучший актёрский состав в игровом кино   | Победа              |
| 2002 | Властелин колец: Братство Кольца    | Империя                                    | Лучшая мужская роль                      | Номинация           |
| 2002 | Властелин колец: Братство Кольца    | Общество онлайн-кинокритиков               | Лучший актёрский состав в игровом кино   | Номинация           |
| 2002 | Властелин колец: Братство Кольца    | Премия Гильдии киноактёров США             | Лучший актёрский состав в игровом кино   | Номинация           |
| 2003 | Властелин колец: Две крепости       | Общество онлайн-кинокритиков               | Лучший актёрский состав в игровом кино   | Победа              |
| 2003 | Властелин колец: Две крепости       | Ассоциация кинокритиков Финикса            | Лучший актёрский состав в игровом кино   | Победа              |
| 2003 | Властелин колец: Две крепости       | Премия журнала SFX                         | Лучший киноактёр                         | Победа              |
| 2003 | Властелин колец: Две крепости       | Империя                                    | Лучшая мужская роль                      | Номинация           |
| 2003 | Властелин колец: Две крепости       | Спутник                                    | Лучшая мужская роль второго плана        | Номинация           |
| 2003 | Властелин колец: Две крепости       | Сатурн                                     | Лучший киноактёр                         | Номинация           |
| 2003 | Властелин колец: Две крепости       | Премия Гильдии киноактёров США             | Лучший актёрский состав в игровом кино   | Номинация           |
| 2003 | Властелин колец: Две крепости       | MTV Movie Awards                           | Лучшая мужская роль                      | Номинация           |
| 2004 | Властелин колец: Возвращение короля | Премия Гильдии киноактёров США             | Лучший актёрский состав в игровом кино   | Победа              |
| 2004 | Властелин колец: Возвращение короля | Выбор критиков                             | Лучший актёрский состав в игровом кино   | Победа              |
| 2004 | Властелин колец: Возвращение короля | Национальный совет кинокритиков США        | Лучший актёрский состав в игровом кино   | Победа              |
| 2004 | Властелин колец: Возвращение короля | Империя                                    | Лучшая мужская роль                      | Номинация           |
| 2004 | Властелин колец: Возвращение короля | Ассоциация кинокритиков Финикса            | Лучший актёрский состав в игровом кино   | Номинация           |
| 2004 | Властелин колец: Возвращение короля | Сатурн                                     | Лучший киноактёр                         | Номинация           |
| 2006 | Оправданная жестокость              | Империя                                    | Лучшая мужская роль                      | Номинация           |
| 2006 | Оправданная жестокость              | Круг кинокритиков Лондона                  | Лучшая мужская роль                      | Номинация           |
| 2006 | Оправданная жестокость              | Сообщество кинокритиков Нью-Йорка          | Лучшая мужская роль                      | Номинация (3 место) |
| 2006 | Оправданная жестокость              | Спутник                                    | Лучшая мужская роль                      | Номинация           |
| 2006 | Оправданная жестокость              | Сатурн                                     | Лучший киноактёр                         | Номинация           |
| 2007 | Капитан Алатристе                   | Гойя                                       | Лучшая мужская роль                      | Номинация           |
| 2008 | Порок на экспорт                    | Премия британского независимого кино       | Лучшая мужская роль                      | Победа              |
| 2008 | Порок на экспорт                    | Спутник                                    | Лучшая мужская роль                      | Победа              |
| 2008 | Порок на экспорт                    | Ассоциация кинокритиков Торонто            | Лучшая мужская роль                      | Победа              |
| 2008 | Порок на экспорт                    | Круг кинокритиков Ванкувера                | Лучшая мужская роль                      | Победа              |
| 2008 | Порок на экспорт                    | Оскар                                      | Лучшая мужская роль                      | Номинация           |
| 2008 | Порок на экспорт                    | Золотой глобус                             | Лучшая мужская роль — драма              | Номинация           |
| 2008 | Порок на экспорт                    | BAFTA                                      | Лучшая мужская роль                      | Номинация           |
| 2008 | Порок на экспорт                    | Выбор критиков                             | Лучшая мужская роль                      | Номинация           |
| 2008 | Порок на экспорт                    | Ассоциация кинокритиков Чикаго             | Лучшая мужская роль                      | Номинация           |
| 2008 | Порок на экспорт                    | Джини                                      | Лучшая мужская роль                      | Номинация           |
| 2008 | Порок на экспорт                    | Общество кинокритиков Хьюстона             | Лучшая мужская роль                      | Номинация           |
| 2008 | Порок на экспорт                    | Сообщество кинокритиков Нью-Йорка          | Лучшая мужская роль                      | Номинация (2 место) |
| 2008 | Порок на экспорт                    | Премия Гильдии киноактёров США             | Лучшая мужская роль                      | Номинация           |
| 2008 | Порок на экспорт                    | Общество онлайн-кинокритиков               | Лучшая мужская роль                      | Номинация           |
| 2008 | Порок на экспорт                    | Общество кинокритиков Сан-Диего            | Лучшая мужская роль                      | Номинация (2 место) |
| 2008 | Порок на экспорт                    | Сатурн                                     | Лучший киноактёр                         | Номинация           |
| 2008 | Порок на экспорт                    | Ассоциация кинокритиков Сент-Луиса         | Лучшая мужская роль                      | Номинация           |
| 2008 | Порок на экспорт                    | Круг кинокритиков Ванкувера                | Лучшая мужская роль                      | Номинация           |
| 2010 | Дорога                              | Ассоциация кинокритиков Юты                | Лучшая мужская роль                      | Победа              |
| 2010 | Дорога                              | Общество кинокритиков Денвера              | Лучшая мужская роль                      | Номинация           |
| 2010 | Дорога                              | Общество кинокритиков Хьюстона             | Лучшая мужская роль                      | Номинация           |
| 2010 | Дорога                              | Сатурн                                     | Лучший киноактёр                         | Номинация           |
| 2010 | Дорога                              | Общество кинокритиков Сан-Диего            | Лучшая мужская роль                      | Номинация           |
| 2010 | Дорога                              | Ассоциация кинокритиков Торонто            | Лучшая мужская роль                      | Номинация           |
| 2010 | Дорога                              | Ассоциация кинокритиков Вашингтона         | Лучшая мужская роль                      | Номинация           |
| 2012 | Опасный метод                       | Джини                                      | Лучшая мужская роль второго плана        | Победа              |
| 2012 | Опасный метод                       | Круг кинокритиков Ванкувера                | Лучшая мужская роль второго плана        | Победа              |
| 2012 | Опасный метод                       | Золотой глобус                             | Лучшая мужская роль второго плана        | Номинация           |
| 2012 | Опасный метод                       | Круг кинокритиков Нью-Йорка                | Лучшая мужская роль второго плана        | Номинация           |
| 2012 | Опасный метод                       | Спутник                                    | Лучшая мужская роль второго плана        | Номинация           |
| 2017 | Капитан Фантастик                   | Оскар                                      | Лучшая мужская роль                      | Номинация           |
| 2017 | Капитан Фантастик                   | Золотой глобус                             | Лучшая мужская роль — драма              | Номинация           |
| 2017 | Капитан Фантастик                   | BAFTA                                      | Лучшая мужская роль                      | Номинация           |
| 2017 | Капитан Фантастик                   | Выбор критиков                             | Лучшая мужская роль в комедии            | Номинация           |
| 2017 | Капитан Фантастик                   | Спутник                                    | Лучшая мужская роль                      | Победа              |
| 2017 | Капитан Фантастик                   | Премия Гильдии киноактёров США             | Лучшая мужская роль                      | Номинация           |
| 2017 | Капитан Фантастик                   | Независимый дух                            | Лучшая мужская роль                      | Номинация           |
| 2017 | Капитан Фантастик                   | Круг кинокритиков Флориды                  | Лучшая мужская роль                      | Номинация           |
| 2017 | Капитан Фантастик                   | Общество кинокритиков Хьюстона             | Лучшая мужская роль                      | Номинация           |
| 2017 | Капитан Фантастик                   | Ассоциация кинокритиков Северной Каролины  | Лучшая мужская роль                      | Номинация           |
| 2017 | Капитан Фантастик                   | Круг кинокритиков Финикса                  | Лучшая мужская роль                      | Номинация           |
| 2017 | Капитан Фантастик                   | Общество кинокритиков Сан-Диего            | Лучшая мужская роль                      | Номинация           |
| 2017 | Капитан Фантастик                   | Круг кинокритиков Сиэтла                   | Лучшая мужская роль                      | Номинация           |
| 2017 | Капитан Фантастик                   | Ассоциация кинокритиков Сент-Луиса         | Лучшая мужская роль                      | Номинация           |
| 2019 | Зелёная книга                       | Оскар                                      | Лучшая мужская роль                      | Номинация           |
| 2019 | Зелёная книга                       | BAFTA                                      | Лучшая мужская роль                      | Номинация           |
| 2019 | Зелёная книга                       | Золотой глобус                             | Лучшая мужская роль — комедия или мюзикл | Номинация           |
| 2019 | Зелёная книга                       | Выбор критиков                             | Лучшая мужская роль                      | Номинация           |
| 2019 | Зелёная книга                       | Выбор критиков                             | Лучшая мужская роль в комедии            | Номинация           |
| 2019 | Зелёная книга                       | Спутник                                    | Лучшая мужская роль                      | Номинация           |
| 2019 | Зелёная книга                       | Премия Гильдии киноактёров США             | Лучшая мужская роль                      | Номинация           |
| 2019 | Зелёная книга                       | AACTA International Awards                 | Лучшая мужская роль                      | Номинация           |
| 2019 | Зелёная книга                       | Ассоциация кинокритиков Далласа—Форт-Уэрта | Лучшая мужская роль                      | Номинация (5 место) |
| 2019 | Зелёная книга                       | Круг кинокритиков Флориды                  | Лучшая мужская роль                      | Номинация           |
| 2019 | Зелёная книга                       | Общество кинокритиков Хьюстона             | Лучшая мужская роль                      | Номинация           |
| 2019 | Зелёная книга                       | Национальный совет кинокритиков США        | Лучшая мужская роль                      | Победа              |
| 2019 | Зелёная книга                       | Ассоциация кинокритиков Северного Техаса   | Лучшая мужская роль                      | Номинация (2 место) |
| 2019 | Зелёная книга                       | Общество кинокритиков Сан-Диего            | Лучшая мужская роль                      | Номинация           |
| 2019 | Зелёная книга                       | Круг кинокритиков Сан-Франциско            | Лучшая мужская роль                      | Номинация           |
| 2019 | Зелёная книга                       | Ассоциация кинокритиков Торонто            | Лучшая мужская роль                      | Номинация           |
| 2019 | Зелёная книга                       | Круг кинокритиков Ванкувера                | Лучшая мужская роль                      | Номинация           |
| 2019 | Зелёная книга                       | Ассоциация кинокритиков Вашингтона         | Лучшая мужская роль                      | Номинация           |